# Pay-per-view
Pay-per-view (PPV, укр. плата за перегляд) — один з видів сервісу платного телебачення, за допомогою якого абонент телевізійного провайдера може придбати приватну трансляцію певної події, що проходить у прямому ефірі. Найчастіше такими подіями є боксерські шоу, шоу змішаних єдиноборств і реслінгу.

## Платні трансляції у США
Першим телеканалом, що зазнали платний сервіс PPV, в 1951 році став The Zenith Phonevision. Система використовувала IBM дескремблірованний сигнал під час «неробочого часу» широкомовної станції і забезпечувала цілодобове мовлення. Федеральна комісія зі зв'язку відмовила каналу у впровадженні системи.
У 1972 році у Сан-Дієго, Каліфорнія був створений перший канал платних трансляцій «100».
Першим боксерським поєдинком, що транслювався через платний сервіс PPV, став третій бій між Мухаммедом Алі і Джо Фрейзером, що отримав назву «Трилер в Манілі», який пройшов у вересні 1975 року. Наступним великим боксерським PPV-подією став поєдинок між Шуґаром Реєм Леонардом і Роберто Дюраном у вересні 1980 року. Вартість трансляції склала $10 при загальній кількості покупок — 155 000.
16 жовтня 1983 року відбувся перший PPV-показ одного з матчів з американського футболу, показаний каналом NBC.
У 1985 році в США зареєстровані перші платні кабельні провайдери: Viewer's Choice (нині In Demand), Cable Video Store, First Choice і Request TV.
Термін «платні трансляції» остаточно увійшов в ужиток у кінці 1980-х років, коли компанії HBO і Showtime почали використовувати систему платних віщань для показу художніх фільмів, спортивних заходів та концертів музичних виконавців.
ESPN пізніше почав проводити трансляції американського футболу і баскетболу.